# Powiat gorlicki (Galicja)
Powiat gorlicki – dawny powiat kraju koronnego Królestwo Galicji i Lodomerii, istniejący w latach 1867–1918.
Siedzibą c.k. starostwa były Gorlice. Powierzchnia powiatu w 1879 roku wynosiła 8,6319 mil kw. (496,68 km²), a ludność 67 214 osób. Powiat liczył 92 osady, zorganizowane w 88 gmin katastralnych.
Na terenie powiatu działał 1 sąd powiatowy – w Gorlicach.

## Starostowie powiatu
- Juliusz Błoński (1871–1882)
- Seweryn Bańkowski (do 1891)[1]
- Wiktor Tustanowski[2]

## Komisarze rządowi
- Karol Turek (1871)
- Władysław Sermak (1879)
- Julian Kokurewicz (1882)
- Władysław Jarosz (1890)

## Rada powiatowa

### Członkowie
- Julian Szkirpan (1875, z grupy gmin wiejskich[3])